# Troféu EFE Brasil

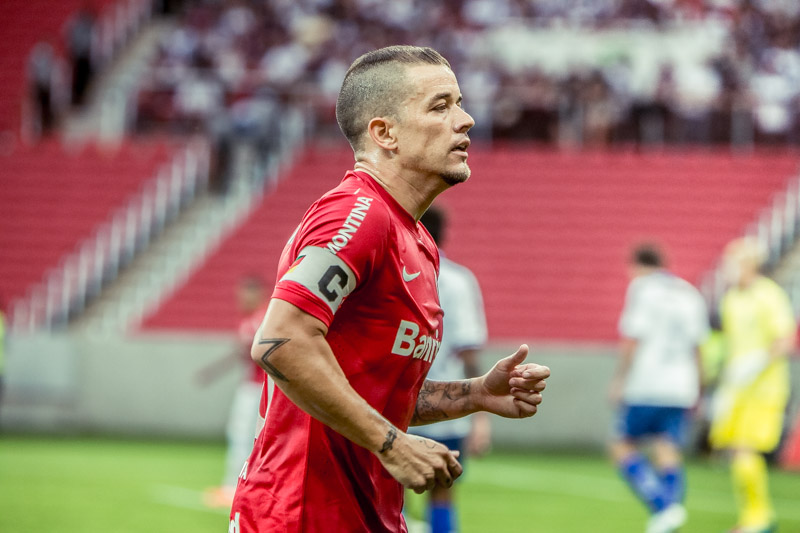
Andrés D'Alessandro venceu a primeira edição do prêmio em 2013, jogando pelo Internacional.

O Troféu EFE Brasil foi um prêmio anual de futebol dado pela agência de notícias EFE, entre a temporada de 2013 e 2017 ao melhor jogador estrangeiro do Campeonato Brasileiro.
O argentino Andrés D'Alessandro foi o primeiro vencedor do prêmio, que foi concedido em março de 2014. O prêmio foi inspirado no Troféu EFE, que é destinado ao melhor jogador ibero-americano do Campeonato Espanhol.

## Vencedores
| Temporada | Jogador                | Clube            | Ref. |
| --------- | ---------------------- | ---------------- | ---- |
| 2013      | Andrés D'Alessandro    | Internacional    |      |
| 2014      | Marcelo Moreno         | Cruzeiro         |      |
| 2015      | Lucas Pratto           | Atlético Mineiro |      |
| 2016      | Giorgian De Arrascaeta | Cruzeiro         |      |
| 2017      | Gatito Fernández       | Botafogo         |      |